# Orthodontium
Orthodontium là một chi rêu trong họ Bryaceae.